# Taygetis crameri
Taygetis crameri är en fjärilsart som beskrevs av Otto Staudinger. Taygetis crameri ingår i släktet Taygetis och familjen praktfjärilar. Inga underarter finns listade i Catalogue of Life.